# Nikodem Pęczarski
Nikodem Krzysztof Tomasz Pęczarski (ur. 13 września 1814 w Piszczacu, zm. 25 grudnia 1877 w Warszawie) – polski matematyk, fizyk, wykładowca, encyklopedysta, profesor Uniwersytetu Warszawskiego .

## Życiorys
Urodził się w 1814 w Piszczacu w departamencie siedleckim Księstwa Warszawskiego jako syn Pawła oraz Anny z Klepackich. Był żonaty i miał córkę. Był poliglotą, który biegle władał kilkoma językami, w tym rosyjskim i francuskim.
Początkowe nauki pobierał w szkole elementarnej w Piszczacu, a w 1827 rozpoczął naukę w szkole wojewódzkiej w Łukowie i w gimnazjum w Lublinie. Wyróżniał się w nauce, dzięki czemu uzyskał stypendium rządowe i rozpoczął studia z zakresu fizyki i matematyki w Instytucie Pedagogicznym w Moskwie, a po dwóch latach przeniósł się na Wydział Fizyko-Matematyczny Uniwersytetu w Petersburgu. W 1840 ukończył studia uzyskując stopień „kandydata filozofii” .
Od 1841 był nauczycielem szkół warszawskich: gimnazjum na Lesznie, II Gimnazjum Męskiego na ul. Nowolipki 5, Powiatowej Szkoły Realnej oraz Gimnazjum Gubernialnego Warszawskiego. Uczył również od 1852 geometrii wykreślnej w Szkole Sztuk Pięknych przy Gimnazjum Realnym w Warszawie, a także w Instytucie Maryjskim .
W 1862 został zatrudniony na stanowisku adiunkta Szkoły Głównej Warszawskiej. W 1863 został mianowany profesorem nadzwyczajnym, a od 6 grudnia 1867 pełnił obowiązki profesora zwyczajnego. W latach 1862–1868 był sekretarzem Rady Wydziału Matematyczno-Fizycznego Szkoły Głównej Warszawskiej. W latach 1864–1866 wykładał fizykę doświadczalną oraz specjalne jej działy w Katedrze Fizyki tej uczelni. Prowadził także zajęcia z fizyki oraz matematyki w Seminarium Pedagogicznym Szkoły Głównej. Na uczelni wykładał fizykę ogólną, optykę, wzory dwumianowe Newtona, dynamikę, naukę o cieple, świetle, elektryczności, magnetyzmie, a także geodezję wyższą . Na emeryturę przeszedł 10 kwietnia 1871.
Zmarł 25 grudnia 1877 roku w Warszawie, gdzie został pochowany na Cmentarzu Powązkowskim.

## Dzieła
Publikował artykuły popularno-naukowe w warszawskiej prasie. Wydał 8 skryptów akademickich z matematyki oraz fizyki:
- Kurs fizyki wykładanej w szkole Głównej Warszawskiej (1863–1864),
- Geometria wykreślna (1865),
- Geometria analityczna (1865–1867).

Był również encyklopedystą piszącym hasła z zakresu fizyki oraz matematyki do 28 tomowej Encyklopedii Powszechnej Orgelbranda z lat 1859–1868. Jego nazwisko wymienione jest w I tomie z 1859 roku na liście twórców zawartości tej encyklopedii .